# معدات صيد السمك

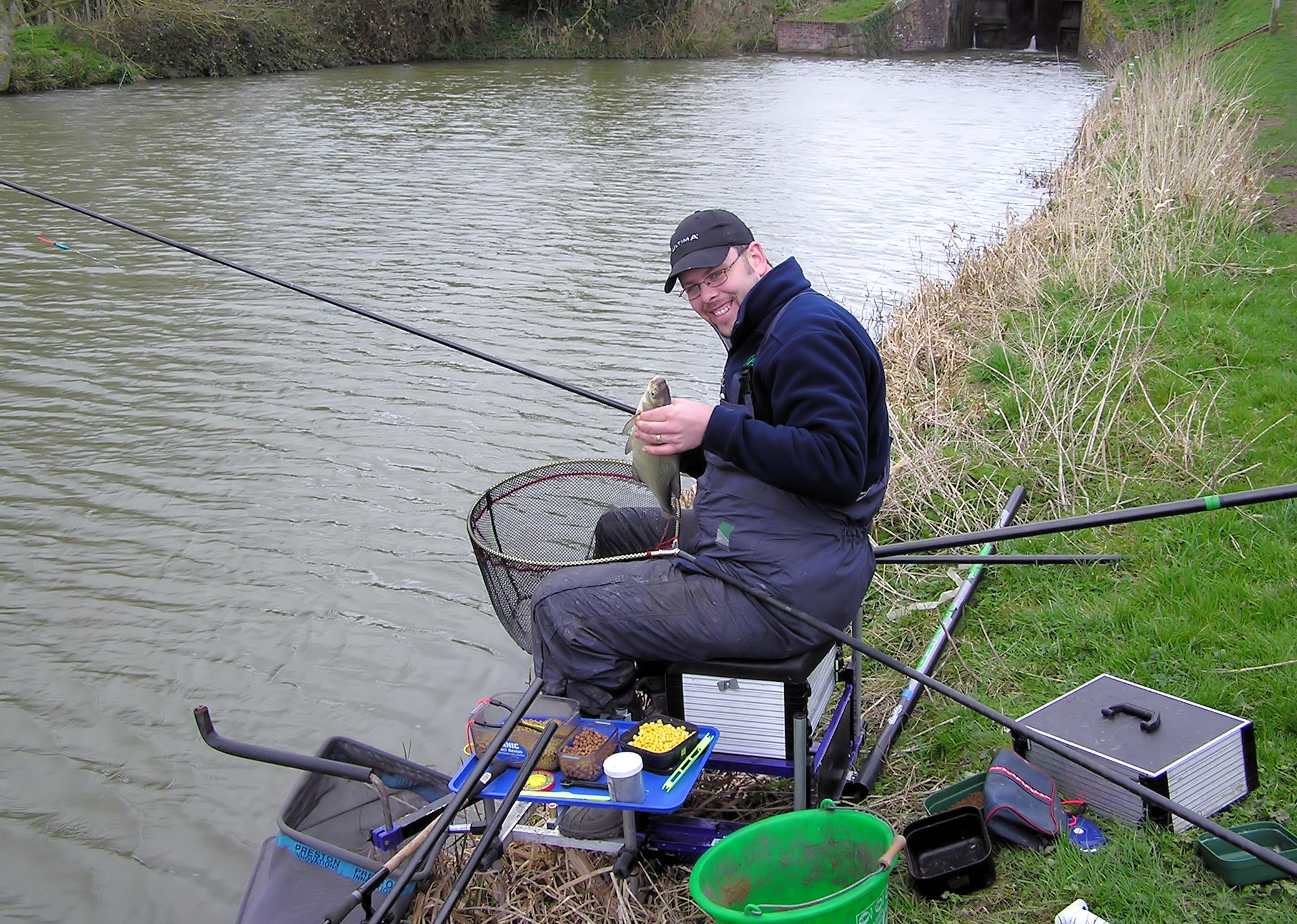
صياد على قناة كينيت وآفون، إنجلترا، محاط في بعض معدات الصيد

معدات صيد السمك هي المعدات التي يستخدمها الصيادون عند الصيد. يمكن تسمية أي معدات تستخدم في الصيد تقريبًا بمعدات الصيد. بعض الأمثلة على ذلك خطاف، خيوط، عوامة، صنارة، بكرات ، الطعم، الرماح ، شبكات، الخطافات، الفخاخ.

## السنارة
صنارة الصيد هي أداة إضافية تُستخدم مع الخطاف والخيط والثقالة. يتم توصيل خيط صيد بطول خيط الصيد بقضيب أو صنارة طويلة مرنة: ينتهي أحد طرفيها بالصنارة لصيد السمك. تم تصوير صنارات الصيد القديمة على النقوش في مصر القديمة والصين واليونان وروما. في إنجلترا في القرون الوسطى كانت تسمى الزوايا (ومن هنا جاء مصطلح الصيد بالصنارة). ومع تطورها كانت تُصنع من مواد مثل خيزران تونكين المشقوق أو قصب كلكتا أو خشب الرماد، والتي كانت خفيفة وقوية ومرنة. وكثيراً ما كانت الأعقاب تُصنع من خشب القيقب. وكانت المقابض والمقابض مصنوعة من الفلين أو الخشب أو القصب الملفوف. وكانت الموجهات عبارة عن حلقات سلكية بسيطة.
أما الصنارات الحديثة فهي أدوات صب متطورة مزودة بموجهات خيط وبكرة لتخزين الخيط. وغالباً ما تكون مصنوعة من الألياف الزجاجية أو ألياف الكربون أو الخيزران الكلاسيكي. تختلف صنارات الصيد من حيث الحركة والطول، ويمكن العثور عليها بأحجام تتراوح بين 24 بوصة و20 قدماً. كلما زاد طول الصنارة، زادت الميزة الميكانيكية في الإلقاء. هناك العديد من الأنواع المختلفة من الصنارات، مثل صنارة الذبابة، وصنارة التينكارا، وصنارة الجليد، وصنارة ركوب الأمواج، وصنارة البحر، وصنارة التصيد.
يمكن أن تتناقض صنارات الصيد مع أعمدة الصيد. يتم التحكم في الخيط الموجود على صنارة الصيد بواسطة بكرة متخصصة تسمح بالسبك الدقيق. لا تحتوي صنارة الصيد على بكرة. وبدلاً من ذلك يتم ربط الخيط مباشرة بطرف الصنارة، أو يتم ربطه بنوع من الآلية المرنة في الطرف. يمكن أن يصل طول الصنارة إلى 18 متراً وهي مصنوعة من أقسام اختيارية يمكن للصياد أن يربطها معاً.

## الفخاخ

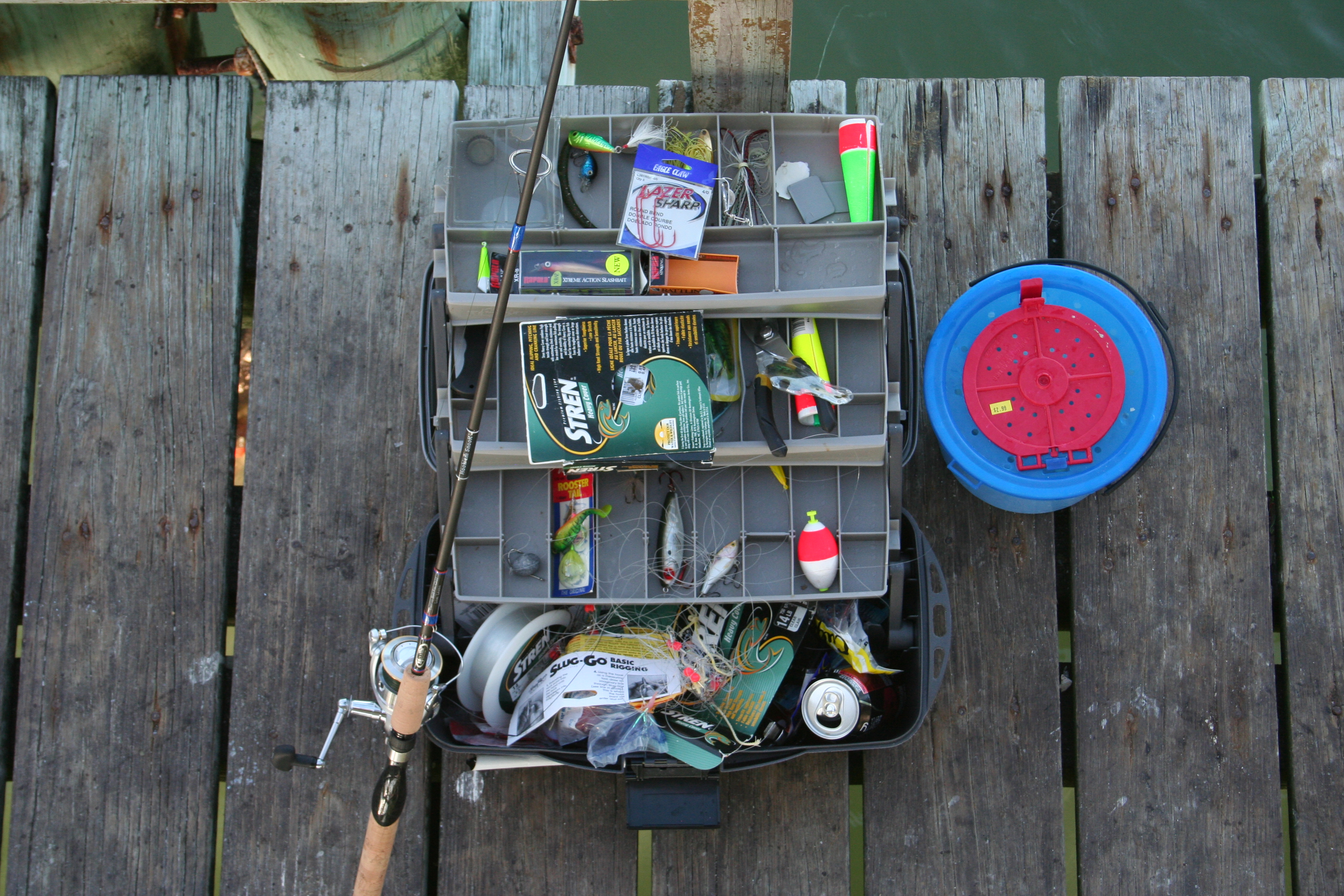
صندوق أدوات نموذجي مع صنارة وطعم